# Luke Kennard
Pour les articles homonymes, voir Luke et Kennard.
Luke Douglas Kennard, né le 24 juin 1996 à Middletown dans l'Ohio, est un joueur américain de basket-ball évoluant au poste d'arrière.

## Biographie

### Carrière universitaire
Il joue au lycée de Franklin (Ohio) dans L'Ohio. Il intègre l'Université Duke le 24 mars 2014. 
Il joue une saison universitaire avec les Blue Devils de Duke où son équipe est éliminée dès le deuxième tour de la March Madness 2017.

### Carrière professionnelle

#### Pistons de Détroit (2017-2020)
Le 22 juin 2017, il est choisi en 12e position par les Pistons de Détroit.
Le 20 octobre 2017, il fait ses débuts en NBA contre les Wizards de Washington et termine la rencontre avec 11 points et 2 interceptions en 18 minutes. Le 15 décembre 2017, il est titularisé pour la première fois en raison de la blessure d'Avery Bradley et termine la rencontre avec 9 points, 5 rebonds et 4 passes décisives dans la victoire contre les Pacers de l'Indiana. Le 24 janvier 2018, Kennard réalise son premier double-double avec 10 points et 10 rebonds. Le 11 avril 2018, Kennard bat son record de points en carrière avec 23 unités dans la victoire 119 à 87 contre les Bulls de Chicago.
En juillet 2018, les Pistons annoncent que Kennard souffre d'une blessure au genou gauche et doit manquer la NBA Summer League 2018. Le 26 octobre 2018, il souffre d'une blessure à l'épaule droite et doit manquer au moins deux semaines de compétition. Le 10 décembre 2018, il marque 28 points, son nouveau record en carrière, dans la défaite 116 à 102 chez les 76ers de Philadelphie. Le 10 avril 2019, Kennard marque 27 points dans le dernier match de la saison régulière 2018-2019, dans la victoire 115 à 89 contre les Knicks de New York.
Le 17 octobre 2019, les Pistons prolongent Kennard jusqu'en 2021. Le 23 octobre 2019, Kennard marque 30 points et prend 3 rebonds dans la victoire 119 à 110 contre les Pacers de l'Indiana.

#### Clippers de Los Angeles (2020-2023)
Le 19 novembre 2020, il est transféré aux Clippers de Los Angeles dans un échange à 3 équipes qui envoie Landry Shamet aux Nets de Brooklyn et Rodney McGruder aux Pistons de Détroit. En décembre 2020, Luke signe une extension de contat avec les Clippers pour 64 millions de dollars sur quatre ans.

#### Grizzlies de Memphis (2023-2025)
Le 9 février 2023, dans un échange à plusieurs équipes, il est transféré aux Grizzlies de Memphis.
Le 31 juillet 2024, il signe un nouveau contrat de 11 millions de dollars sur un an avec les Grizzlies.

#### Hawks d'Atlanta (depuis 2025)
En juillet 2025, il signe un contrat d'un an et 11 millions de dollars avec les Hawks d'Atlanta.

## Clubs successifs
- 2016-2017 :  Blue Devils de Duke (NCAA)
- 2017-2020 :  Pistons de Détroit (NBA)
- 2017-2019 :  Drive de Grand Rapids (G-League)
- 2020-février 2023 :  Clippers de Los Angeles (NBA)
- février 2023-2025 :  Grizzlies de Memphis (NBA)

## Palmarès

### Universitaires
- Consensus second-team All-American (2017)
- First-team All-ACC (2017)
- ACC Tournament MVP (2017)

## Statistiques

### Universitaires
| Saison    | Équipe | Matchs | Titul. | Min./m | % Tir | % 3pts | % LF | Rbds/m. | Pass/m. | Int/m. | Ctr/m. | Pts/m. |
| --------- | ------ | ------ | ------ | ------ | ----- | ------ | ---- | ------- | ------- | ------ | ------ | ------ |
| 2015-2016 | Duke   | 36     | 11     | 26,7   | 42,1  | 32,0   | 88,9 | 3,58    | 1,50    | 0,94   | 0,17   | 11,81  |
| 2016-2017 | Duke   | 37     | 36     | 35,5   | 49,0  | 43,8   | 85,6 | 5,08    | 2,46    | 0,84   | 0,35   | 19,51  |
| Total     | Total  | 73     | 47     | 31,2   | 46,2  | 38,3   | 86,7 | 4,34    | 1,99    | 0,89   | 0,26   | 15,71  |

### Professionnelles

#### Saison régulière
Légende :
| Leader de la ligue |

| Saison    | Équipe        | Matchs | Titul. | Min./m | % Tir | % 3pts | % LF | Rbds/m. | Pass/m. | Int/m. | Ctr/m. | Pts/m. |
| --------- | ------------- | ------ | ------ | ------ | ----- | ------ | ---- | ------- | ------- | ------ | ------ | ------ |
| 2017-2018 | Détroit       | 73     | 9      | 20,0   | 44,3  | 41,5   | 85,5 | 2,41    | 1,70    | 0,60   | 0,18   | 7,64   |
| 2018-2019 | Détroit       | 63     | 10     | 22,8   | 43,8  | 39,4   | 83,6 | 2,90    | 1,81    | 0,41   | 0,16   | 9,73   |
| 2019-2020 | Détroit       | 28     | 25     | 32,9   | 44,2  | 39,9   | 89,3 | 3,50    | 4,11    | 0,43   | 0,21   | 15,79  |
| 2020-2021 | L.A. Clippers | 63     | 17     | 19,6   | 47,6  | 44,6   | 83,9 | 2,56    | 1,65    | 0,37   | 0,14   | 8,25   |
| 2021-2022 | L.A. Clippers | 70     | 13     | 27,4   | 44,9  | 44,9   | 89,6 | 3,27    | 2,09    | 0,60   | 0,09   | 11,90  |
| 2022-2023 | L.A. Clippers | 35     | 11     | 20,7   | 46,4  | 44,7   | 95,0 | 2,37    | 1,06    | 0,54   | 0,11   | 7,83   |
| 2022-2023 | Memphis       | 24     | 3      | 24,6   | 52,6  | 54,0   | 94,7 | 3,12    | 2,25    | 0,54   | 0,04   | 11,33  |
| 2023-2024 | Memphis       | 39     | 22     | 25,6   | 44,8  | 45,0   | 88,9 | 2,90    | 3,49    | 0,51   | 0,05   | 11,00  |
| 2024-2025 | Memphis       | 65     | 11     | 22,6   | 47,8  | 43,3   | 89,5 | 2,80    | 3,30    | 0,80   | 0,10   | 8,90   |
| Total     | Total         | 460    | 121    | 23,4   | 45,7  | 43,8   | 88,1 | 2,80    | 2,30    | 0,50   | 0,13   | 9,80   |

Mise à jour le 1er juillet 2025

#### Playoffs
| Saison | Équipe        | Matchs | Titul. | Min./m | % Tir | % 3pts | % LF  | Rbds/m. | Pass/m. | Int/m. | Ctr/m. | Pts/m. |
| ------ | ------------- | ------ | ------ | ------ | ----- | ------ | ----- | ------- | ------- | ------ | ------ | ------ |
| 2019   | Détroit       | 4      | 2      | 33,2   | 48,9  | 60,0   | 83,3  | 4,00    | 1,75    | 0,75   | 0,25   | 15,00  |
| 2021   | L.A. Clippers | 15     | 0      | 14,6   | 47,7  | 41,2   | 50,0  | 0,93    | 0,47    | 0,13   | 0,00   | 5,60   |
| 2023   | Memphis       | 5      | 0      | 21,3   | 52,2  | 50,0   | 100,0 | 4,00    | 1,40    | 0,80   | 0,00   | 7,20   |
| 2025   | Memphis       | 4      | 0      | 20,0   | 44,4  | 22,2   | –     | 3,50    | 2,00    | 1,00   | 0,30   | 4,50   |
| Total  | Total         | 28     | 2      | 19,3   | 48,4  | 44,0   | 83,3  | 2,30    | 1,00    | 0,50   | 0,10   | 7,10   |

Mise à jour le 1er juillet 2025

## Records sur une rencontre en NBA
Les records personnels de Luke Kennard en NBA sont les suivants, :
| Type de statistique        | Saison régulière | Saison régulière            | Saison régulière | Playoffs | Playoffs                | Playoffs      |
| Type de statistique        | Record           | Adversaire                  | Date             | Record   | Adversaire              | Date          |
| -------------------------- | ---------------- | --------------------------- | ---------------- | -------- | ----------------------- | ------------- |
| Points                     | 30               | 2 fois                      | 2 fois           | 21       | @ Bucks de Milwaukee    | 14 avril 2019 |
| Paniers marqués            | 11               | 2 fois                      | 2 fois           | 8        | @ Bucks de Milwaukee    | 14 avril 2019 |
| Paniers tentés             | 21               | @ Pacers de l'Indiana       | 8 novembre 2019  | 14       | @ Bucks de Milwaukee    | 14 avril 2019 |
| Paniers à 3 points réussis | 10               | Rockets de Houston          | 24 mars 2023     | 4        | 3 fois                  | 3 fois        |
| Paniers à 3 points tentés  | 13               | 2 fois                      | 2 fois           | 6        | 2 fois                  | 2 fois        |
| Lancers francs réussis     | 9                | @ Wizards de Washington     | 4 novembre 2019  | 3        | @ Bucks de Milwaukee    | 17 avril 2019 |
| Lancers francs tentés      | 11               | @ Wizards de Washington     | 4 novembre 2019  | 3        | @ Bucks de Milwaukee    | 17 avril 2019 |
| Rebonds offensifs          | 3                | Jazz de l'Utah              | 24 janvier 2018  | 2        | 2 fois                  | 2 fois        |
| Rebonds défensifs          | 10               | @ Hornets de Charlotte      | 30 janvier 2022  | 7        | Bucks de Milwaukee      | 20 avril 2019 |
| Rebonds totaux             | 10               | 4 fois                      | 4 fois           | 7        | Bucks de Milwaukee      | 20 avril 2019 |
| Passes décisives           | 11               | @ Trail Blazers de Portland | 10 novembre 2024 | 3        | @ Lakers de Los Angeles | 22 avril 2023 |
| Interceptions              | 4                | 2 fois                      | 2 fois           | 2        | Bucks de Milwaukee      | 22 avril 2019 |
| Contres                    | 2                | 2 fois                      | 2 fois           | 1        | Bucks de Milwaukee      | 22 avril 2019 |
| Balles perdues             | 5                | 5 fois                      | 5 fois           | 2        | @ Bucks de Milwaukee    | 14 avril 2019 |
| Minutes jouées             | 41               | @ Pacers de l'Indiana       | 8 novembre 2019  | 37       | Bucks de Milwaukee      | 20 avril 2019 |

- Double-double : 3
- Triple-double : 0

Dernière mise à jour : 16 juillet 2024

## Salaires
Les gains de Luke Kennard en carrière sont les suivants :
| Année       | Équipe                  | Salaire      |
| ----------- | ----------------------- | ------------ |
| 2017-2018   | Pistons de Détroit      | 2 759 280 $  |
| 2018-2019   | Pistons de Détroit      | 3 275 280 $  |
| 2019-2020   | Pistons de Détroit      | 3 827 160 $  |
| 2020-2021   | Clippers de Los Angeles | 5 273 826 $  |
| 2021-2022   | Clippers de Los Angeles | 12 727 273 $ |
| 2022-2023   | Grizzlies de Memphis    | 14 415 545 $ |
| 2023-2024   | Grizzlies de Memphis    | 14 763 636 $ |
| Total Gains | Total Gains             | 57 042 000 $ |
| 2024-2025   | Grizzlies de Memphis    | 14 763 636 $ |